# Anker Christensen
Anker Christensen var en dansk atlet (spydkaster) medlem af IF Sparta. Han vandt det danske mesterskab i spydkast i 1907 og 1908.

## Danske mesterskaber
- Guld 1908 Spydkast 42,65
- Guld 1907 Spydkast 36,60